# ستيف باركر (لاعب كرة قدم أمريكية)
ستيف باركر (بالإنجليزية: Steve Parker)‏ هو لاعب كرة قدم أمريكية أمريكي، ولد في 8 ديسمبر 1956 في سبوكين في الولايات المتحدة.

## وصلات خارجية
- ستيف باركر على موقع مرجع كرة القدم المحترفة.كوم (الإنجليزية)
- ستيف باركر على موقع JustSportsStats.com (الإنجليزية)